# Beijing Senova D60

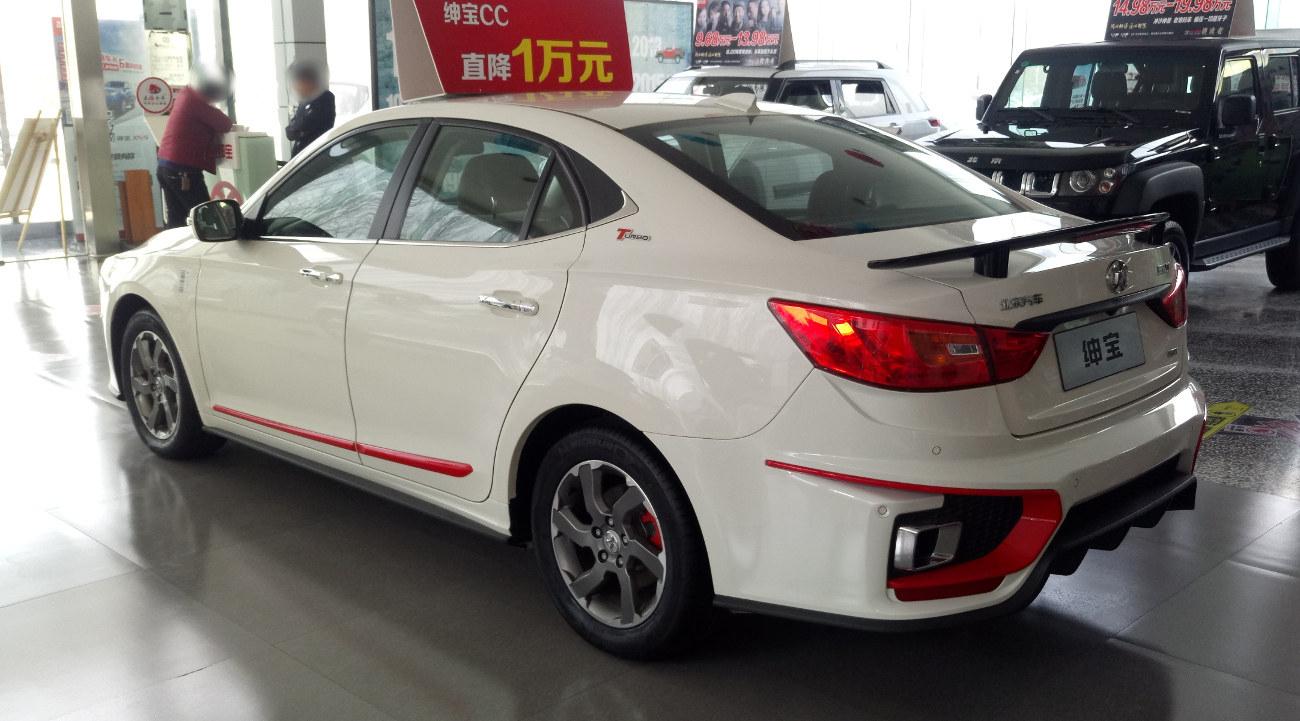
Heckansicht

Der Beijing Senova D60 oder auch Beijing Senova CC ist eine Sportlimousine der Mittelklasse von Beijing Motor Corporation. Die Marke lautet Beijing und die Submarke Senova. Der Hersteller selber bezeichnet Senova als Series. Mit einer geplanten Jahresproduktion von 300.000 Einheiten begann im September 2014 die Produktion des neuen Modells. Es ist damit das erste Großvolumenmodell der Submarke.
Das Fahrzeug basiert auf der gleichen Plattform wie der Saab 9-3 der zweiten Generation.
Als Motorisierung kommen zwei Turbo-Motoren aus dem Hause Saab zum Einsatz. So gibt es den 1,8-Liter-Motor mit einer Leistung von 130 kW (177 PS) sowie den stärkeren 2,0-Liter-Motor mit 150 kW (204 PS). Zur Wahl stehen zudem ein 5-Gang-Schaltgetriebe und eine 5-Stufen-Automatik.

## Technische Daten
|                                             | 1.8                           | 2.0                           |
| Bauzeitraum                                 | 2014–2017                     | 2014–2017                     |
| Motorkenndaten                              |                               |                               |
| Motortyp                                    | Reihen-Vierzylinder-Ottomotor | Reihen-Vierzylinder-Ottomotor |
| Hubraum                                     | 1799 cm³                      | 1992 cm³                      |
| max. Leistung bei min−1                     | 130 kW (177 PS) / 5500        | 150 kW (204 PS) / 5500        |
| max. Drehmoment bei min−1                   | 240 Nm / 1900–4500            | 280 Nm / 1900–4500            |
| Kraftübertragung                            |                               |                               |
| Antrieb, serienmäßig                        | Vorderradantrieb              | Vorderradantrieb              |
| Getriebe, serienmäßig                       | 5-Gang-Schaltgetriebe         | 5-Stufen-Automatikgetriebe    |
| Getriebe, optional                          | [5-Stufen-Automatikgetriebe]  | —                             |
| Messwerte                                   |                               |                               |
| Höchstgeschwindigkeit                       | 210 km/h [205 km/h]           | 220 km/h                      |
| Beschleunigung, 0–100 km/h                  | 9,3 s [10,8 s]                | 9,0 s                         |
| Kraftstoffverbrauch auf 100 km (kombiniert) | 7,7 l Super [8,0 l Super]     | 8,3 l Super                   |
| Leergewicht                                 | 1450 kg [1541 kg]             | 1545 kg                       |
| Tankinhalt                                  | 60 l                          | 60 l                          |

Werte in eckigen Klammern gelten für Modelle mit Automatikgetriebe

## Verkaufszahlen
2015 wurden 1342 Fahrzeuge vom Beijing Senova CC in China verkauft. Im Folgejahr sank die Zahl auf 552 und 2017 auf 12.